# Mænd i Blåt
Mænd i Blåt var et dansk popband, der bestod af Carsten Bo Jensen, Frank Stangerup, Hans Henrik Egestorp, Henrik Launbjerg, Jens Fredslund, Lars Overgaard Christensen, Lei Moe, Lupe Moe og Søren Launbjerg.
Gruppens største hit blev "Vi har det" fra 1984, der siden er blevet remixet af bl.a. Kenneth Bager (1985).

## Diskografi
- Pet Of The Year (1985)
- For Et Hundeliv (1989)
- Under Parabolen (1994)

Opsamlingsalbums
- Vi Har Det ! - De 18 Bedste (1997)